# Helene Fauske
Helene Gigstad Fauske (født 31. Januar 1997 i Bærum, Norge) er en norsk håndboldspiller, der spiller for Brest Bretagne Handball i LFH Division 1 Féminine og tidligere Norges kvindehåndboldlandshold.